# Albrecht Theodor Middeldorpf
Albrecht Theodor Middeldorpf (født 3. juli 1824 i Breslau, død 29. juli 1868 sammesteds) var en tysk kirurg.
Middeldorpf blev Dr. med. 1846 (De glandulis Brunnianis), ekstraordinær professor i kirurgi og oftalmologi i sin fødeby 1854 og samtidig overlæge ved Allerheiligen Hospital. Han deltog i krigen 1864 og var læge ved Johanniterhospitalet i Slesvig; 1866 var han generallæge og inspicerende kirurg ved lazaretterne i Bøhmen.
Middeldorpfs fortjeneste er, at han videre udviklede den af finnen Gustaf Samuel Crusell opfundne galvanokaustik og 1854 foretog den første galvanokaustiske operation på mennesker. Middeldorpf skrev Die Galvanokaustik, ein Beitrag zur operativen Medicin (1854), der 1856 belønnedes med Prix Monthyon; desuden Abrégé de la galvanocaustie (1867) og Beiträge zur Lehre von den Knochenbrüchen (1853).